# حبسة مترقية أولية
الحبسة المترقية الأولية (PPA) هي اضطرابات مترقية في النطق والكلام. وأول من وصفها بأنها متلازمة مستقلة هو مسولام (Mesulam) عام 1982م.

## التصنيف
يتميز تصنيف الحبسة المترقية الأولية بتراكب سريري ومرضي مع مجموعة من اضطرابات التنكس الفصي الجبهي الصدغي وأمراض الزهايمر. بحسب معايير مسولام التقليدية للحبسة المترقية الأولية فإنها تأتي في صورتين: إحداهما مصحوبة بعدم الطلاقة وهي الحبسة المترقية لفقد الطلاقة (PNFA) والأخرى مصحوبة بالطلاقة وهي خرف دلالة الرموز (SD). أما الصورة الثالثة للحبسة المترقية الأولية وهو الحبسة المترقية لعسر الكلام (LPA) فإنها صورة مختلفة تمامًا عن الزهايمر. وعلى هذا يتجمع لدينا ثلاثة تصنيفات للحبسة المترقية الأولية.

## معايير التشخيص
معايير التشخيص التالية هي تلك التي وضعها مسولام
- اختلال متدرّج في معالجة النصوص وتسمية الأشياء وفهم واستخدام الجمل والكلمات.
- عادة ما تكون الوظائف اللغوية السابقة للمرض بحالة جيدة.
- تعذر الحساب - عدم القدرة على إجراء العمليات الحسابية البسيطة.
- تعذر الأداء الافتكاري الحركي - فقد القدرة على تطبيق أو تنفيذ الحركات المعرفية الهادفة.

## المخاطر
ليس ثمة عوامل خطورة معروفة ناتجة من البيئة تهدد بالإصابة بالحبسة المترقية. ومع ذلك، فقد أشارت إحدى دراسات المراقبة الحديثة إلى أن قطع الحبل المنوي قد يُشكل خطورة على الحبسة المترقية الأولية لدى الرجال. وهذه النتائج لم تثبت بعد في أي دراسة أخرى.
لا توضع الحبسة المترقية الأولية ضمن قائمة الأمراض الوراثية. إلا أن أقرباء الشخص المصاب بأي صورة من صور التنكس الفصي الجبهي الصدغي، هم أكثر عرضة نوعًا ما للإصابة بالحبسة المترقية الأولية أو أي نوع من أنواعها.

## العلاج
لم يتفق الأطباء على علاج بعينه. وأفادت التقارير مؤخرًا بتحسن سريع ومستمر في الكلام والخرف لدى المريض المصاب بالحبسة المترقية الأولية بالاستخدام غير المقنن لعقار ايتانيرسيبت - علاج مضاد لعامل نخر الورم والذي يستخدم أيضًا في علاج مرض الزهايمر. ونشر فيديو يصور تحسن حالة المريض بجانب المقالات المطبوعة. وهذه النتائج لا تجد من يُعضدها ولا تزال محل نظر.

## كتابات أخرى
- Amici S, Ogar J, Brambati SM؛ وآخرون (ديسمبر 2007). "Performance in specific language tasks correlates with regional volume changes in progressive aphasia". Cognitive & Behavioral Neurology. ج. 20 ع. 4: 203–11. DOI:10.1097/WNN.0b013e31815e6265. PMID:18091068. {{استشهاد بدورية محكمة}}: Explicit use of et al. in: |مؤلف= (مساعدة)صيانة الاستشهاد: أسماء متعددة: قائمة المؤلفين (link)
- Gliebus G (مارس 2010). "Primary progressive aphasia: clinical, imaging, and neuropathological findings". Am J Alzheimers Dis Other Demen. ج. 25 ع. 2: 125–7. DOI:10.1177/1533317509356691. PMID:20124255.
- Henry ML, Gorno-Tempini ML (ديسمبر 2010). "The logopenic variant of primary progressive aphasia". Curr. Opin. Neurol. ج. 23 ع. 6: 633–7. DOI:10.1097/WCO.0b013e32833fb93e. PMC:3201824. PMID:20852419.
- Reilly J, Rodriguez AD, Lamy M, Neils-Strunjas J (2010). "Cognition, language, and clinical pathological features of non-Alzheimer's dementias: an overview". J Commun Disord. ج. 43 ع. 5: 438–52. DOI:10.1016/j.jcomdis.2010.04.011. PMC:2922444. PMID:20493496.{{استشهاد بدورية محكمة}}:  صيانة الاستشهاد: أسماء متعددة: قائمة المؤلفين (link)
- Rohrer JD, Knight WD, Warren JE, Fox NC, Rossor MN, Warren JD (يناير 2008). "Word-finding difficulty: a clinical analysis of the progressive aphasias". Brain. ج. 131 ع. Pt 1: 8–38. DOI:10.1093/brain/awm251. PMC:2373641. PMID:17947337.{{استشهاد بدورية محكمة}}:  صيانة الاستشهاد: أسماء متعددة: قائمة المؤلفين (link)

## وصلات خارجية
- FAQ on PPA from IMPPACT, the International PPA Connection
- PPA information from the UCSF Memory and Aging Center
- Northwestern Cognitive Neurology and Alzheimer's Disease Center